# Светозар Вујовић
Светозар Вујовић (Баљци, код Билеће, 3. март 1940 — Сарајево, 16. јануар 1993) био је југословенски и српски фудбалер и тренер. Читаву  фудбалску каријеру провео је у ФК Сарајево и трећи је фудбалер тог клуба са највише утакмица, укупно 299 званичних. Након завршетка каријере био је тренер Сарајева у периоду од 1973—1975. године, а након тога клубски директор Сарајева све до смрти 1993. године.

## Каријера

### Као фудбалер
Вујовић је започео фудбалску каријеру у ФК Радник Хаџићи 1957. године, а од 1959. године играо је за Сарајево. Мирослав Брозовић, тадашњи тренер Сарајева поставио је Вујовића на позицију одбрамбеног играча.
За Сарајево одиграо је укупно 444 утакмица, 299 званичних, од чега 254 у лиги, а постигао је укупно осам голова. Са 299 одиграних утакмица, Вујовић је трећи фудбалер са највише утакмица у историји фудбалског клуба Сарајево. У првој сезони са својим тимом 1966/1967 освојио је Првенство Југославије.
Играо је на осам утакмица за фудбалску репрезентацију Југославије. Дебитовао је на утакмици против фудбалске репрезентације Румуније у Букурешту, 27. септембра 1963. године, а последњу утакмицу за репрезентацију одиграо је у Осаки, 22. октобра 1964. године против, такође против селекције Румуније.
Пошто је имао страх од летења авионом, престао је да игра 1971. године, а званично се опростио од фудбала у лето 1972. године, заједно са Бошком Антићем, на мечу Сарајева против Спортинг Лисабона.

### Као тренер
Вујовић је био тренер Сарајева у периоду од 1973—1975. године, а након тога је именован за директора клуба. У улози директора, а касније председника, Вујовић је провео двадесет година у ФК Сарајево и заслужан је за успехе и стабилност клуба.
Након Вујовићеве смрти 1993. године, ФК Сарајево је свечани салон у клупским просторијама назвао Светозар Вујовић.